# Karl Theodor von Rieff

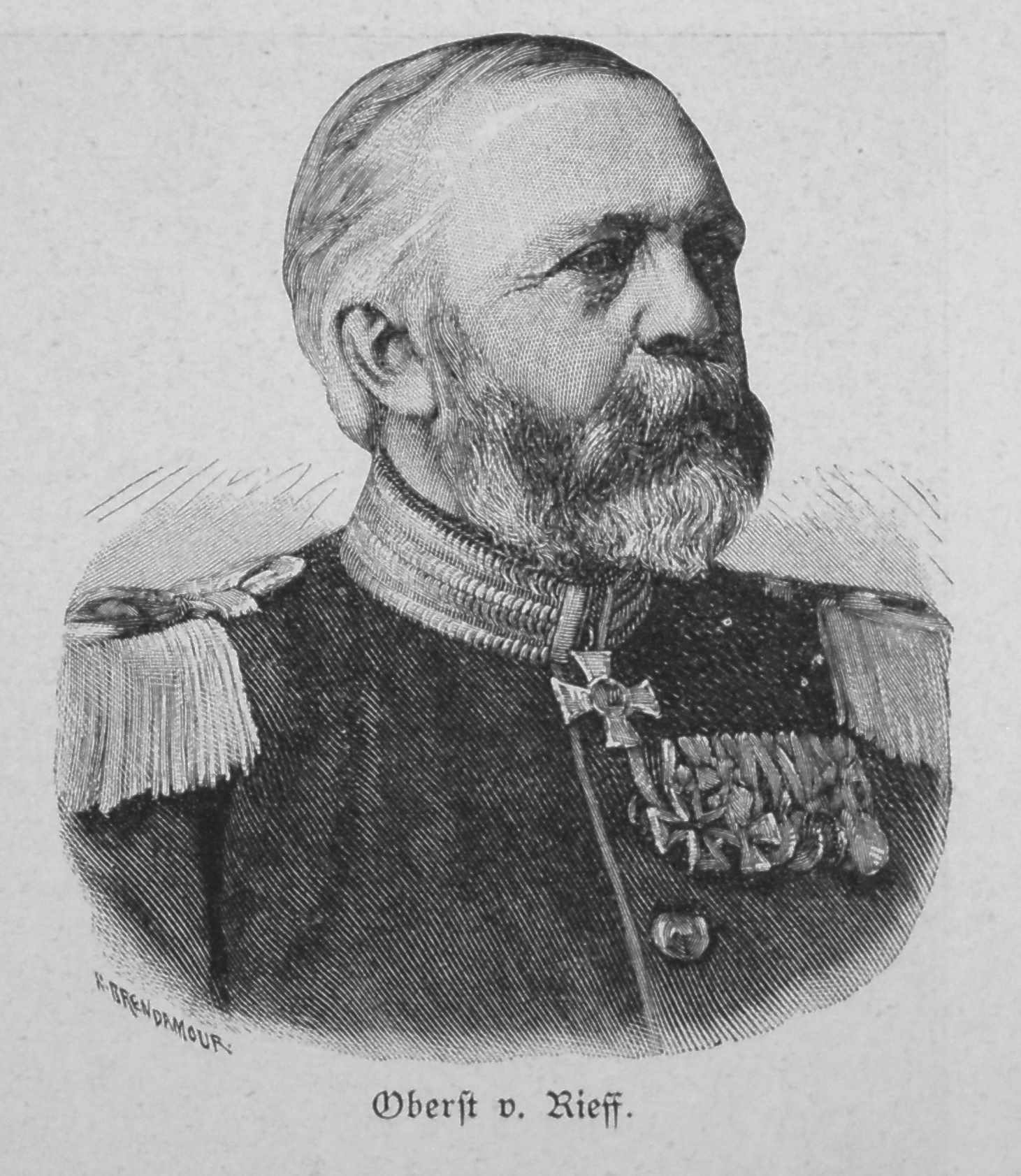
Karl Theodor von Rieff

Karl Theodor von Rieff (* 5. Juli 1816 in Wetzlar; † 11. August 1908 in Charlottenburg) war ein preußischer Generalleutnant.

## Leben

### Herkunft
Seine Eltern waren der Geheime Legationsrat Georg Joseph von Rieff und dessen Ehefrau, eine geborene von Borstell.

### Militärkarriere
Rieff besuchte das Gymnasium in Trier und trat am 1. April 1835 als Kanonier in die 4. Artillerie-Brigade der Preußischen Armee ein. Von Oktober 1836 bis September 1839 absolvierte er zur weiteren Ausbildung die Vereinigte Artillerie- und Ingenieurschule und avancierte zum aggregierten Sekondeleutnant. Anfang Januar 1840 wurde Rieff einrangiert und war von Juli 1843 bis August 1845 bei der Reitenden Artillerie tätig. Anschließend wurde er Abteilungsadjutant und stieg bis Januar 1856 zum Hauptmann auf. Vom 1. April 1856 bis zum 30. September 1858 war er zum Gouvernement der Festung Mainz kommandiert. Rieff zeichnete sich dort bei einer großen Pulverexplosion aus und wurde am 18. November 1857 mit dem Roten Adlerorden III. Klasse mit Schleife, der Rettungsmedaille am Band, dem Orden der Eisernen Krone III. Klasse sowie dem Ritterkreuz des Verdienstordens Philipps des Großmütigen mit Schwertern ausgezeichnet. Unter Stellung à la suite seines Regiments folgte am 3. März 1859 seine Kommandierung zum Kriegsministerium. Am 11. März wurde er in die Abteilung für Artillerieangelegenheiten versetzt und am 1. Juli 1860 zum Major befördert. Man ernannte ihn am 18. März 1865 zum Chef des Artillerieabteilung im Kriegsministerium und beförderte ihn am 18. Juni 1865 zum Oberstleutnant. Er erhielt am 2. Oktober 1866 den Kronen-Orden II. Klasse und wurde am 18. April 1867 Oberst. Rieff bekam am 30. April 1867 das Komturkreuz des Albrechts-Ordens und am 26. März 1868 das Kommandeurkreuz II. Klasse des Ludwigsordens.
Unter Stellung à la suite des Kriegsministeriums wurde Rieff am 12. Juni 1868 zum Präses der Artillerieprüfungskommission ernannt. Während des Krieges gegen Frankreich war er ab dem 23. September 1870 Kommandeur der Belagerungsartillerie der Südfront bei der Belagerung von Paris und wurde dabei verwundet. Außerdem nahm er an der Belagerung von Toul teil und wurde für sein Wirken mit beiden Klassen des Eisernen Kreuzes, dem Bayerischen Militärverdienstorden II. Klasse sowie der Lippischen Militär-Verdienstmedaille gewürdigt.
Nach dem Vorfrieden von Versailles kehrte Rieff am 18. April 1871 als Abteilungschef in das Kriegsministerium zurück und erhielt Ende Juli 1871 den Rang und die Gebührnisses eines Brigadekommandeurs. Am 11. Dezember 1871 wurde er unter Stellung à la suite des Kriegsministeriums Kommandeur der 4. Artillerie-Brigade in Magdeburg sowie am 18. Januar 1872 zum Generalmajor befördert. In Genehmigung seines Abschiedsgesuches stellte man Rieff am 13. Mai 1873 unter Verleihung des Roten Adlerordens II. Klasse mit Eichenlaub und mit Pension zur Disposition. Am 5. Januar 1896 erhielt er den Charakter als Generalleutnant.
Er starb am 11. August 1908 in Charlottenburg und wurde drei Tage später auf dem Invalidenfriedhof beigesetzt.

### Familie
Rieff heiratete am 19. Mai 1863 in Freiburg im Breisgau Frieda Therese Wolf (1837–1898), eine Tochter des Karlsruher Oberförsters Karl Wolf. Das Paar hatte zwei Kinder.